# Moon River (brano musicale)
Moon River è un brano musicale composto da Johnny Mercer e Henry Mancini nel 1961.
Fa parte della colonna sonora del film Colazione da Tiffany con Audrey Hepburn. Vinse l'Oscar per la migliore canzone nell'edizione 1962.
La canzone diede il nome a un'insenatura vicino a Savannah, in Georgia (città natale di Johnny Mercer). Andy Williams diede questo nome anche alla sua compagnia di produzione di Branson, Missouri.

## Il brano
Mercer e Mancini scrissero la canzone appositamente per la Hepburn in modo che fosse adatta alla sua estensione vocale. Moon River viene cantata dall'attrice nella scena in cui il personaggio interpretato da George Peppard, Paul "Fred" Varjak, scopre Holly Golightly (Audrey Hepburn) che canta accompagnandosi con una chitarra alla finestra.
In origine, le parole iniziali scritte da Mercer erano «I'm Holly, like I want to be, like Holly on a tree back home…», ma in seguito vennero modificate e rese più adatte al tema del film.
La versione originale cantata da Audrey Hepburn non è inclusa nell'album della colonna sonora di Breakfast at Tiffany's; una versione registrata da Mancini e dal suo coro fu pubblicata come singolo ed entrò nella Top 40 in undicesima posizione nella classifica Billboard Hot 100 nel 1961 e vinse il Grammy Award alla registrazione dell'anno, il Grammy Award for Best Arrangement nel 1962 e il Grammy Hall of Fame Award nel 1999.
Il brano è stato scelto come soundtrack principale per il videogioco Bayonetta 2.

## Cover

### Cover di Danny Williams
Nello stesso periodo venne registrata una cover firmata dal cantante sudafricano Danny Williams, che raggiunse e mantenne il n. 1 nelle classifiche britanniche per due settimane.

### Altre cover
Poco dopo, Andy Williams ne registrò una versione famosa, che costituì il suo più grande successo. Molti altri artisti ne hanno fatto una cover, tra cui Ania, Paul Anka, Louis Armstrong, Art Blakey, Sarah Brightman,Carla Bruni, Jerry Butler, Liz Callaway, Perry Como, Ray Conniff, Bobby Darin, Billy Eckstine, Nico Fidenco, Melody Gardot, Judy Garland, Lesley Garrett ed Elton John (dal vivo), The Innocence Mission, Bradley Joseph, James Last, Brad Mehldau, Katie Melua, Mina, Morrissey,  Patsy Ann Noble,  Frank Ocean, R.E.M., Frank Sinatra, Bobby Solo, Barbra Streisand, Sarah Vaughan, Westlife, The Afghan Whigs, Victoria Williams. Inoltre Jacob Collier ha presentato uno dei più notevoli arrangiamenti di questo pezzo, vincendo un Grammy nel 2019 come miglior arrangiamento.
Solo dopo la morte della Hepburn nel 1993 venne finalmente pubblicata la versione originale della canzone nell'album Music from the Films of Audrey Hepburn. Nonostante il successo delle versioni di Danny Williams ed Andy Williams (nessuna parentela fra i due), per molti la semplice registrazione della Hepburn rimane la più riuscita.
Il brano è reinterpretato in spagnolo dalla voce bianca del Programa de Canto Infantil Padre Soler (Università Carlos III) Pedro José Sanchez Martinez, nel film di Pedro Almodóvar La mala educación.